# Masabumi Hosono
Masabumi Hosono (細野 正文 Hosono Masabumi?) född 15 oktober 1870 i Niigata, Japan, död 14 mars 1939 i Japan, var den enda japanska passageraren på det brittiska fartyget RMS Titanics katastrofala jungfrufärd. Han överlevde fartygets förlisning 15 april 1912, men när han återvände till Japan fördömdes han av den japanska allmänheten, pressen och regeringen för att ha räddat sig själv istället för att följa med fartyget till havets botten.

## Resan

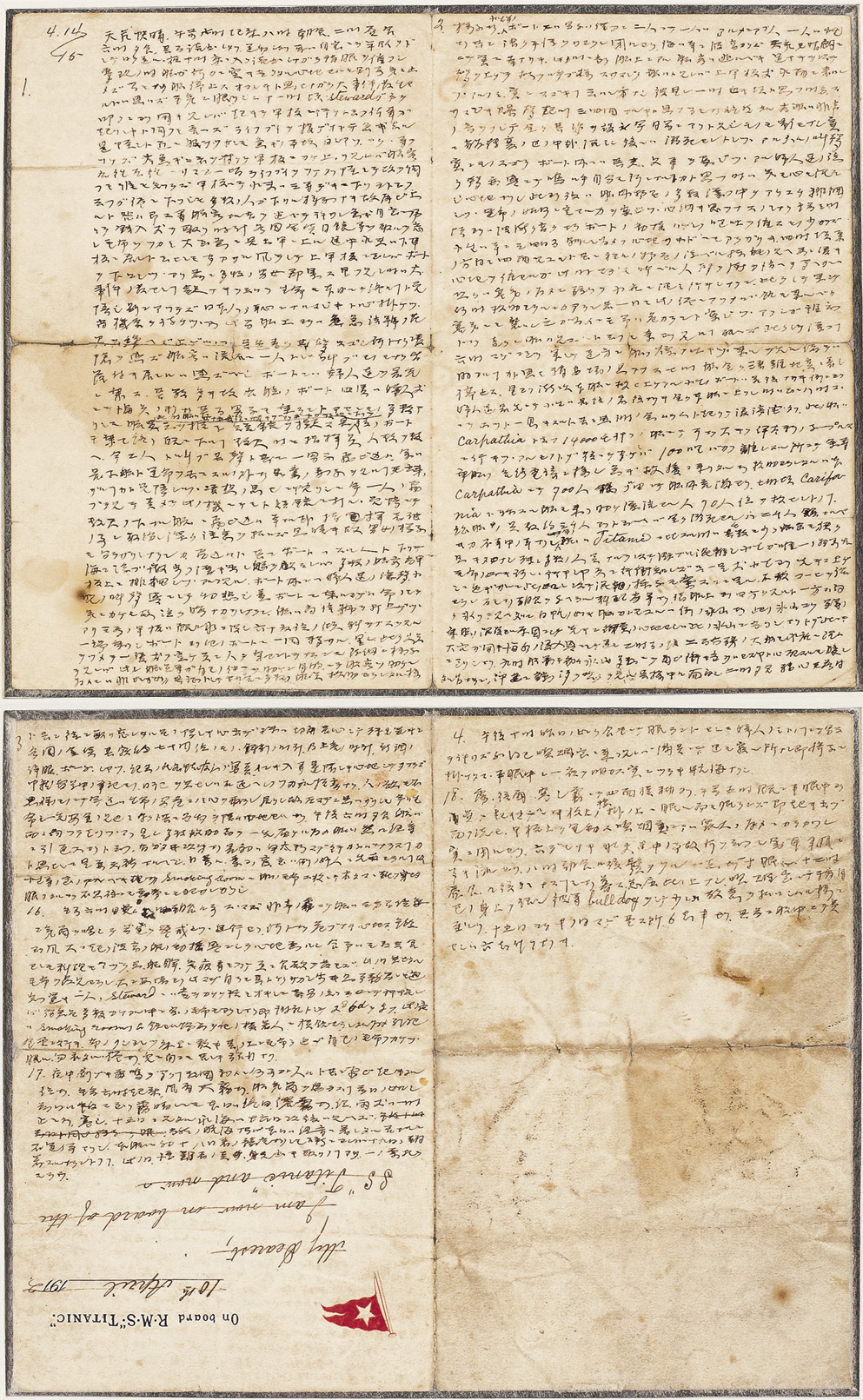
Masabumi Hosonos redogörelse om förlisningen, skrivet på brevpapper från Titanic.

Den 41-åriga japanen jobbade som tjänsteman på det japanska transportverket när han 1910 sändes till det ryska kejsardömet för att studera dess järnväg. Hans tillbakaresa till Japan gick först till London, där han stannade en kort tid. Därefter reste han till Southampton där han steg ombord på Titanic den 10 april 1912 i andra klass.
Under natten 14/15 april väcktes han av en besättningsman. Dock hade han svårt att ta sig upp till Titanics båtdäck där livbåtarna låg, eftersom besättningsmännen trodde att han tillhörde tredje klass. Han lyckades dock kort senare ta sig förbi hindret, och tog sig upp till båtdäck där han såg nödraketerna skjutas upp. Han beskrev senare händelsen på följande sätt: Oavbrutet sköts vita facklor upp i luften med ohyggliga blåa blixtar och ljudet var helt enkelt skräckinjagande. På något sätt kunde jag inte ersätta känslan av fullkomlig fruktan och förtvivlan.
Hosono såg fyra livbåtar sjösättas, men begrundade en nära förestående död. Jag ville visserligen väldigt gärna återse min älskade fru och mina barn, men det fanns inget alternativ för mig annat än att dela öde med Titanic. Samtidigt minskade antalet lediga livbåtar snabbt: Jag försökte förbereda mig för en sista stund utan ånger, och bestämde mig för att inte lämna någon skam som japan. Men samtidigt försökte jag finna ett sätt att överleva.
Samtidigt såg han livbåt nr. 10 sjösättas, varvid en befälhavare ropade; Plats för två mer, och en man hoppade ombord.  Hosono såg detta, och beslutade att hoppa i båten även han. Exemplet med en man som hoppade ombord fick mig att ta den sista chansen.
Han gick ombord säkert och kommenterade senare: Lyckligtvis var de styrande männen upptagna men någonting annat och hade ingen uppmärksamhet. Samtidigt var det mörkt, så de kunde inte se vem som var kvinna eller man. Från sin utsiktsplats ombord på livbåten, som endast låg 200 m ifrån Titanic, kunde han fortfarande höra skriken och gråten från dem som fortfarande var ombord på Titanic, och som han beskrev som ett extraordinärt ljud. Han beskrev även hur skeppets bröts itu och vad han hörde och såg vid förlisningen:
Efter att fartyget sjunkit hördes de vettskrämda ropen från de som låg i vattnet. Vår livbåt var också fylld av gråt och rop från de kvinnor och barn som oroade sig över sina makar och fäder. Och jag var lika deprimerad och eländig som de, och undrade vad som skulle ske med mig i det långa loppet. 
Vid åttatiden på morgonen den 15 april räddades livbåtens passagerare av RMS Carpathia. Väl ombord sov han i rökrummet men undvek det när han fick diverse kommentarer från sjömän. Han hade fortfarande kvar brevpapper från Titanic och började skriva ett brev på engelska till sin fru. Han fortsatte senare att skriva om sin upplevelse på japanska under resan med Carpathia till New York. Det var den enda dokumentationen skriven på ett papper från Titanic.

## Återkomsten till Japan
Hosonos historia väckte ingen uppmärksamhet i början. Han tog sig till Mitsuis kontor i New York för att be vänner om hjälp med att komma hem. Därifrån reste han till San Francisco för att hitta ett fartyg till Japan. Den lokala tidningen i San Francisco hörde talas om hans historia och skrev en artikel om honom under titeln Den lyckosamma japanska pojken. Väl tillbaka i Tokyo intervjuades han av flera tidningar inkluderat den dagligt utgivna Yomiuri Shimbun, som visade ett fotografi på Hosono med sin familj.
Han förlorade sitt jobb och fördömdes som en vekling och fegis av den japanska pressen. I en artikel från 1997 beskrivs det hur Hosono utmålades som ett exempel på en ohederlig person, som i skolböcker om etik. Dock har man vid försök år 2007 misslyckats att hitta sådana böcker. Trots pressens och den japanska allmänhetens fördömelse återanställdes han snart, eftersom han var för värdefull att förlora, och fortsatte att jobba där fram till sin död.

## Efter hans död
Hosonos öde bringade skam över hans familj i årtionden. Han pratade aldrig om det själv, förutom brevet till sin fru, som publicerades åtminstone två gånger, först vid hans död och senare år 1980, då man försökte hitta vraket efter Titanic. Under slutet av 1990-talet släppte familjen brevet till allmänheten efter James Camerons enormt framgångsrika film Titanic från 1997. I samband med det berättade Hosonos barnbarn Haruomi Hosono att han var extremt lättad att hans farfar återfått hedern.